# Niobi(V) chloride
Niobi(V) chloride, hay niobi pentachloride, là một hợp chất vô cơ có thành phần gồm hai nguyên tố là niobi và chlor với công thức hóa học NbCl5. Hợp chất này tồn tại dưới dạng thức là chất rắn kết tinh màu vàng. Nó thủy phân trong không khí, và các mẫu thường không tinh khiết do lẫn tạp chất NbOCl3. Nó thường được sử dụng như là tiền thân cho các hợp chất khác của niobi. NbCl5 có thể được tinh chế bằng cách thăng hoa.

## Điều chế
Hợp chất niobi(V) chloride trong ngành công nghiệp có thể thu được bằng cách chlor hóa trực tiếp kim loại niobi ở nhiệt độ từ 300 đến 350 °C:
2Nb + 5Cl2 → 2NbCl5
Trong phòng thí nghiệm, niobi(V) chloride thường được điều chế từ Nb2O5, vấn đề chính là phản ứng không hoàn toàn, tạo oxyhalide. Việc chuyển đổi có thể được thực hiện với thionyl chloride. Hợp chất cũng có thể được điều chế bằng cách chlor hóa niobi(V) oxide với sự có mặt của carbon ở nhiệt độ 300 °C. Tuy nhiên, các sản phẩm vẫn chứa một lượng nhỏ tạp chất NbOCl3.

## Hợp chất khác
NbCl5 phản ứng với NH3 theo phương trình sau:
NbCl5 + 18 NH3 → Nb(NH2)2Cl3·8NH3 + 2 NH4Cl·3NH3
Phức chất sau đó bị phân hủy, tạo thành NbCl5·9NH3 và hỗn hợp Nb(NH2)2Cl3·5NH3, NH4Cl.
Phức NbCl5·9NH3 được tạo thành ở −36 °C (−33 °F; 237 K), là chất rắn không màu. Phân hủy phức hợp ở 40 °C (104 °F; 313 K) sẽ tạo ra NbCl5·7NH3 có màu vàng nhạt, đến 160 °C (320 °F; 433 K) sẽ tạo NbCl5·4NH3 là chất rắn màu nâu gỉ.